# Pedro Estorcui
Pedro Casimiro Estorcui o Estorqui (fl. 1772-1817) fue un compositor y maestro de capilla español.

## Vida
Se desconoce el lugar de nacimiento o la formación musical de Pedro Estorcui. En su oposición para el magisterio de la Colegiata de Soria en 1772 dio como su origen Burgos, en cambio, en el momento de darle la colación en 1773, afirmó que era de Torrelavega, en la «diócesis de Santander».
De hecho, las primeras noticias que se tienen de él son de su oposición al magisterio de la Colegiata de Soria el 27 de agosto de 1772, que Juan Encabo había dejado vacante. En ese momento se provenía en Zaragoza, donde residía, pero se desconoce cual fue la ocupación o el cargo que tenía allí. Ganó las oposiciones en Soria y se le entregó la colación de la ración el 19 de febrero de 1773. Permaneció en el cargo durante siete años.
En 1776 se presentó junto a Francisco de la Huerta a las oposiciones al magisterio de la Catedral de León, pero sin éxito para Estorcui o Huerta, ya que el cargo fue para José Gargallo.
Un año más tarde, en 1777 se presentó a las oposiciones del magisterio de la Catedral de Santo Domingo de la Calzada, vacante por la partida de Diego Pérez del Camino a Calahorra. Sin embargo no tuvo éxito y el cargo fue para Francisco de la Huerta. El cabildo calceatense había pedido informes al cabildo leonés sobre los dos candidatos Huerta y Estorcuí, recibiendo como respuesta que «merecieron buena censura de los maestros y hallarse poca diferencia entre los dos». Huerta solo permaneció cinco meses en el cargo antes de partir a la Colegiata de Alfaro. Estorcuí volvió a solicitar el cargo al cabildo de la Calzada, que le concedió el cargo sin más, «atento a haber sido opositor antes a él».
Fue nombrado maestro de capilla de la Catedral de Santo Domingo de la Calzada el 22 de enero de 1779, con un sueldo de 200 ducados. Para compensar este salario relativamente pobre, el cabildo le fue concediendo algunos aumentos y otras ayudas, pero el cargo nunca estuvo bien pagado debido a la falta de medios de la Catedral. En cambio, el cabildo le mostró en varias ocasiones su aprecio. En consecuencia, Estorcui trató de conseguir colocación en otras iglesias. Así en 1788 opositó al magisterio de la Soledad de Madrid y en 1789 al magisterio de la Catedral de Salamanca, que sería para Manuel Doyagüe.
En 1791 tuvo suerte y fue nombrado maestro de capilla de la Colegiata de Bilbao sin necesidad de oposiciones. En 1798, tras la marcha de Manuel Ibeas a Santander, el magisterio de la Calzada quedaba vacante y Estorcui solicitó la plaza. Fue nombrado para el cargo el 25 de enero de 1799, adelantándose a otros tres opositores, sin embargo, pocos días después escribía al cabildo calceatense de nuevo. El cabildo de Bilbao le había concedido una pensión de viudedad de 100 ducados a su esposa. Estorcui solo regresaría a Santo Domingo de la Calzada si se le igualaba la pensión de viudedad y se empleaba a su hijo. El cabildo no tenía posibles, por lo que Estorcui permaneció en Bilbao. Allí educó a su hijo, José Santiago Estorcui, también músico, y ejerció de maestro de Arriaga.
Estorcui trató de nuevo de conseguir el magisterio de la Catedral de Santo Domingo de la Calzada en 1802, cuando el cargo quedó vacante tras la marcha del maestro Pablo Sáenz. El cabildo calceatense se decidió por Manuel de Rábago en esta ocasión. En 1817 el cabildo calceatense escribió a Estorcui preguntando por algún maestro de capilla que pudiese ocupar el cargo, que había quedado vacante tras la partida de Rábago a Orense. En ese momento Estorcui todavía se encontraba en Bilbao ejerciendo de maestro de capilla.
Falleció probablemente en Bilbao, en algún momento posterior a 1817.

## Obra
La mayor parte de su obra se conserva en la Catedral de Santo Domingo de la Calzada, sobre todo obra eclesiástica: lamentaciones, salmos, villancicos y otras obras en latín. En su obra destaca la música del primer villancico en vasco que se tocó en la capilla municipal de Bilbao, Urte guztijetaco gabongo leguia (1794).